# Sunrise – Das Buch Joseph
Sunrise. Das Buch Joseph ist ein Roman von Patrick Roth aus dem Jahr 2012.

## Überblick
Im  Mittelpunkt steht der neutestamentliche Joseph von Nazareth, der Mann  Marias und Ziehvater Jesu. In sechs Abschnitten, jeweils drei „Büchern des Abstiegs“ und drei „Büchern des Aufstiegs“, insgesamt 112 Kapiteln, entwirft der Roman das fiktive Leben von Joseph, das die Zeit von 7 v. Chr. bis 30 n. Chr. umspannt und an verschiedenen Schauplätzen in Palästina zur Zeit Jesu spielt. In der Fort- und Neuschreibung biblischer Stoffe und der poetischen Sprache schließt „SUNRISE“ an die Werke der Christus-Trilogie (1991–96) an.
Der Roman erschien auf Deutsch erstmals 2012 im Göttinger Wallstein Verlag (ISBN 978-3-8353-1051-3) und wurde für die Longlist des Deutschen Buchpreises 2012 nominiert. Im Herbst 2012 wurde er für den Rundfunk aufgenommen.

## Inhalt

### Erstes Buch: „Der Träger“ (Kap. 1–29)
Die „Bücher des Abstiegs“ setzen 70 n. Chr. gegen Ende des großen Jüdischen Krieges ein, wenige Tage vor der vollständigen Zerstörung Jerusalems durch die Römer. Zwei jungen Judenchristen, Monoimos und Balthazar aus der Gemeinde in Pella, ist es gelungen, sich in die belagerte Stadt einzuschleusen. Sie verfolgen den Auftrag, das Grab Jesu zu sichern, bevor es dem Erdboden gleichgemacht wird. Im Chaos eines Sandsturms finden sie Schutz im Haus einer Ägypterin namens Neith. Die geheimnisvolle alte Frau kennt nicht nur die Lage des Grabs des „Herrn“, sondern auch das Leben des „Herrn des Herrn“, des Vaters Jesu, das sie den jungen Männern im Folgenden erzählt.
Die Geschichte setzt im Frühjahr des Jahres 7 v. Chr. ein. Auf dem Heimweg von der Arbeit in Sepphoris wird Joseph von einem prächtigen Vogel überschattet, der sich auf einem Baum hinter einer Mauer niederlässt. Joseph steigt auf die Mauer und blickt in den Garten eines römischen Landhauses; am Baum in der Mitte des Gartens hängt ein ägyptischer Sklave, der ausgepeitscht wurde. Joseph beobachtet eine Schlange aus dem Bauminneren, die sich dem Hals des Hängenden nähert – er springt in den Garten und schneidet den Ägypter vom Ast; den hinzueilenden Aufseher schlägt er mit dem Beil nieder. Mit dem ohnmächtigen Sklaven auf dem Rücken flieht Joseph die Nacht hindurch nach Nazareth, um seine Last dort abzulegen, wo er einst Maria schlafend fand: bei einer ausgetrockneten Zisterne, außerhalb des Dorfes. Joseph vertraut Maria den Ägypter zur Pflege an und flieht noch in derselben Nacht in Richtung Jordan. In einem prophetischen Traum, der in der Nähe von Daberat über ihn kommt, sieht er sich an einem Seil bei strömendem Regen die Reihe der 64 Ahnen hinabsteigen, die in Form von „Ragebildern“ in die Tiefe reichen; auf dem Grund des riesigen Tempels angelangt, fordert die Stimme Gottes ihn auf, am Standbild des Urahns Adam einen Tiegel zu zerschlagen. Joseph soll das in Scherben zerschmetterte Gefäß zu einem neuen Tiegel zusammensetzen, auf dass dieser ihnen beiden, Mensch und Gott, Speise schöpfen möge. Am Morgen gedenkt Joseph des Ortes seines Traums mit einem Steinmal und nennt ihn Beit Re’evim, „Haus der Hungrigen“.
Am folgenden Tag setzt Joseph südlich der Gegend der später an dieser Stelle errichten Stadt Tiberias über den See Genezareth gen Bethsaida am Nordostufer, um seine Verwandtschaft mütterlicherseits zu besuchen. Ein aufkommender Sturm treibt sein Boot gen Osten, ans Ufer des „Landes der Vertriebenen“ Gerasa. Joseph erinnert sich an seine letzte Fahrt mit der ersten Frau und dem ersten Sohn, Jesus. Auch damals war ein Sturm im See aufgekommen; eine Woge hatte Joseph den Säugling aus der Hand geschlagen; von den Wellen verschluckt wurde das Kind in der Tiefe von einem hohlen Baumstamm aufgenommen. Wie damals treiben die Winde Josephs Boot wieder ans Ostufer, in die Gegend bei Hippos, in der Dekapolis. Auf der Suche nach dem Grabmal, das er dem ertrunkenen Sohn damals baute, trifft Joseph auf den ehemaligen römischen Hauptmann Virdanus, der in einer Grabhöhle lebt. Joseph erlebt, wie dieser von einem inneren Dämon getrieben, sich stets von neuem die Hand mit einem Stein aufschlägt und erfährt, dass Virdanus einst die Auslöschung eines Dorfs befehligte.
Im Grabdenkmal des verlorenen Sohns hat Joseph einen Traum: Eine Stimme kündet ihm die Geburt eines Sohns an, den er, wie den ersten, Jesus nennen soll. Über das Dorf der Mutter in der Gegend von Kochaba kehrt er am Bach Kerit entlangwandernd zum Jordan zurück; ein Rabe weist dem im Nebel Verirrten den Weg durch den Fluss. In Nazareth liegt die Zisterne verlassen, auf ihrem Grund wachsen Ähren. Maria berichtet, dass Söldner die Gegend durchsuchten, der Ägypter, nachdem er zwei Tage lang von ihr versorgt worden war, geflohen sei. Sie gesteht, schwanger zu sein ohne zu wissen, wie dies geschah. In der folgenden Nacht sieht Joseph sich im Traum noch einmal auf dem Grund des Ahnen-Tempels stehen; ein Engel gebietet ihm, den Sohn anzunehmen: was Maria im Fleisch austrage, habe er im Geist auszutragen.
Ein halbes Jahr nach der Geburt Jesu wird Joseph auf dem morgendlichen Weg zur Arbeit von einem Trupp Söldner zur Löschung eines Brands abkommandiert. Das Landgut, aus dessen Garten er einst den ägyptischen Sklaven befreite, steht in Flammen; darin befindet sich das Kind des römischen Herrn, das zu retten Joseph ins Feuer geschickt wird. Im brennenden Haus befreit er einen eingeklemmten Mann, der einen Säugling im Arm hält. Die Flucht aus dem Inferno gelingt und Joseph erfährt, dass er das Mädchen einer ägyptischen Magd rettete; der Mann unterm brennenden Balken stellt sich als Aufseher der Knechte heraus, dem Joseph einst das Beil in die Kehle schlug. Gerüchte besagen, der Aufseher habe das Feuer aus Eifersucht gelegt. Joseph erhält den Auftrag, den Baum, mit dem alles begann und der nun verbrannt ist, zu fällen. Mit dem Bild des in den Armen einer Magd ruhenden Kindes vor Augen steigt Joseph im Schutz des gefällten Baums über die Mauer zurück nach Nazareth.

### Zweites Buch: „Die Pilger“ (Kap. 30–37)
Zwölf Jahre nach diesen Ereignissen zieht Joseph mit seiner Familie nach Jerusalem, das erste Pessachfest des zwölfjährigen Jesus zu feiern. Sie queren die Jesreelebene und treffen bei Ofra, wo alle Wege sich kreuzen, die aus nördlicher und östlicher Richtung hinzustoßende Verwandtschaft, um gemeinsam über das Hochland von Samarien in die Hauptstadt weiterzuziehen. Die alte Königstadt Megiddo am Südrand der Jesreelebene, Todesort des Königs Joschija, und das Ziel der Reise, die Pessachfeierlichkeiten in Jerusalem, werden zum Auslöser der Geschichte vom „Verlorenen Buch“, die Jesus unterwegs von Joseph zu hören begehrt. Den historischen Hintergrund der im 2. Buch der Könige geschilderten Episode bildet die Kultreform Joschijas. Sie umfasste auch die Renovierung des Tempels, bei der das Gesetzbuch gefunden wurde (2 Kön 22,8 ), welches die Tradition mit dem 5. Buch Mose gleichsetzt. Es wird zum Gegenstand der Geschichte vom „Verlorenen Buch“, die sich im Hin- und Hererzählen zwischen Joseph und Jesus entfaltet. Sie stellt ein Gleichnis auf die eigene Berufung dar, die nicht zu suchen, nur zu finden ist.
Auch Silo, Ort des ersten israelitischen Tempels, den die Reisenden im Süden des samaritanischen Hochlands passieren, wird zum Anlass einer Geschichte. Jesus erzählt die Berufung des Propheten Samuel aus dem ersten Buch Samuel wie als Vorausdeutung auf seine eigene Berufung. Bei Schilo, der letzten Station vor Jerusalem, hat Joseph einen rätselhaften Traum. Darin steht er einsam am Rand einer Grube in der Sandwüste; Leitern führen hinab. Auf dem Grund der Grube liegt ein mächtiges hölzernes Kreuz, der Längsbalken zur Leiter ausgebildet. Aus dem riesigen Kreuz tönen Gegurre und Menschenschreie. Auf dem Weg zurück nach Nazareth erhält Joseph in Schilo Nachricht vom Verschwinden des Sohns. Auf der Suche nach ihm gerät Joseph in Jerusalem zunächst in die Kulissen, dann auf die Bühne eines antiken Theaters, in dem gerade Ödipus auf Kolonos gegeben wird.
In der Nacht darauf sieht Joseph im Traum seine Werkstatt und alles, was er je gefertigt hat, in Flammen aufgehen; der Brand greift auf Jerusalem über und Joseph erkennt: Das Feuer geht vom Tempel aus, der ein riesiger Ofen ist. Am dritten Tag der Suche findet Joseph Jesus auf den Stufen des Tempels eingeschlafen. Jesus berichtet, dass ihn beim Verlassen der Stadt, eine Stimme zum Tempel zurückgezogen habe, wo er (wie einst Samuel) eingeschlafen sei und Gott zu ihm gesprochen habe. Angst und Verlassenheit seien über ihn gekommen, als er zum Zeugen der Kreuzigung eines Ägypters wurde, den man an ihm vorbeigetrieben habe. In der Wendung des Ägypters aufs Kreuz hin habe dessen Auge seines getroffen und nicht mehr losgelassen. Im Tempel dann sei ihm, Jesus, Antwort von Gott geschehen. Joseph glaubt, in dem zum Kreuzestod Verurteilten den ägyptischen Sklaven zu erkennen, den er einst aus dem Garten des römischen Landhauses befreite. Wenige Tage später hat er einen Traum: Darin blickt Joseph – auf dem Gipfel des Sinai stehend – durch die Räume und Zeiten; der Berg selbst ist ein brütender Ofen, eine Parallele zu Mose (Ex 19,18-20 ), über ihm Gewölk, aus dem die Stimme Gottes spricht. Sie verlangt, den Sohn wie einst Abraham hinauszuführen auf einen Berg, ihn dort zum Brandopfer zu schlachten.

### Drittes Buch: „Das Opfer“ (Kap. 38–50)
Joseph droht, an dem Traum verrückt zu werden. Er verschließt sich gegen Frau und Sohn und stiehlt sich öfter fort, um nach dem Berg zu suchen, der ihm als Opferstätte gewiesen wurde. Er sammelt Steine für den Altar, Holz für das Brandopfer und wartet auf ein Zeichen Gottes, das aber ausbleibt. Unter dem Vorwand, ein Sühnopfer zu halten, zieht er nach Zweifeln, mit Jesus, dem Opfertier und einer Eselin als Lasttier los. Unterwegs zum Berg, den er zweimal in einem großen Bogen umgeht, führt Joseph einen inneren Dialog mit Gott, in der Hoffnung, das Gebot abwenden zu können. Auf dem Weg hinauf begegnet ihnen eine Räuberbande. Die Männer entwenden Opferlamm und Eselin und schlagen den aufbegehrenden Jesus nieder; Joseph fleht um das Leben seines Sohns. Den Anführer der Bande erkennt er als den Hauptmann der Söldner wieder, der ihn zum römischen Landgut trieb, das Kind aus dem Flammen zu holen. Um Hab und Gut beraubt ziehen Vater und Sohn weiter den Berg hinauf.
Am nächtlichen Lagerfeuer unterhalb der Opferstätte, die im Dunkeln bleibt, erzählt Jesus die Geschichte des Jona, der vor seiner Sendung floh. Er trägt den im Buch Jona überlieferten Mythos in einer Variante vor, die ein Alter aus Gat-Hefer, Heimat des Propheten, berichtete. Demnach ist Jona Gottes Auftrag ausgewichen, weil er den sicheren Untergang der Stadt Ninive im Traum vorweggeschaut hatte. Ninive aber sei verschont worden, weil Jona ausgewichen sei und Gott auf diese Weise Besinnung ermöglicht habe.
Als Jesus am Feuer eingeschlafen ist, trifft Joseph letzte Vorbereitungen; er bindet den schlafenden Sohn mit einem Seil und schichtet die Scheite auf dem Altar, als er Tierlaute vernimmt. Ein Reiter nähert sich von der anderen Seite des Hügels. Joseph beobachtet, wie der Mann von zwei Berglöwen angefallen und vor seinen Augen zerrissen wird. Erschüttert bricht Joseph vorm Opferaltar, das Messer noch in der Hand, zusammen. Jesus, der die Szene heimlich beobachtet, flieht vom Schauplatz. Im zerfleischten Leichnam, dessen Kopf abgerissen ist, erkennt Joseph den Aufseher der Knechte, dem er einst das Beil in den Hals schlug und später aus dem Feuer des römischen Landhauses rettete. Im zerrissenen Körper erkennt er sich selbst als einen Toten, der sein Leben vor Gott und seinen Angehörigen verwirkt hat. Zum Zeichen seines Todes reißt er sich die Kleider vom Leib, taucht sie ins Blut des Aufsehers und legt sie dem Kadaver an. Zuletzt begräbt er den abgetrennten Kopf im Boden einer nahe gelegenen Felskluft.

### Viertes Buch: „Der Tote“ (Kap. 51–65)
Die „Bücher des Aufstiegs“ beginnen mit Joseph im Zustand eines todesähnlichen Schlafs, der in der Felskluft, die zugleich Grabstätte ist, über ihn kommt. Stimmen der Angehörigen wecken ihn und er beobachtet, wie Maria über der zugerichteten Leiche, die sie für Joseph hält, schreiend niederbricht. Joseph will sich in seinem Versteck bemerkbar machen; kein Laut kommt aus seiner Kehle. Über den erstarrt am Boden Liegenden wird der Leichnam des Zerrissenen geschoben, der Felsspalt mit einer Platte verschlossen. Das Schaben und Kratzen auf dem Stein deutet Joseph als Tilgung seines Namens aus dem Buch des Lebens. Später kriecht Joseph ins Freie, setzt sich den kalten Winden aus, zieht die Hülle vom Leichnam und erkennt, dass es das von Maria gewobene blaue Tuch mit den Sternen ist, auf dem er sie einst bei der Zisterne schlafend fand. Marias Tuch wird Joseph zum Zelt, unter dem er sich verkriecht. Die Felsplatte, die man schließend vor die Kluft geschoben, trägt die vom Sohn eingeritzte Aufschrift: „Nach Drei Tagen Lebe“. Noch einmal erscheint Jesus am Ort, er findet das Grab offen und beginnt ein Gebet. Joseph, der alles beobachtet, will rufen, doch wieder bleibt er stumm.
Ein Tage dauernder Sandsturm zieht auf, gräbt Joseph zu. In einer Vision sieht er eine geheimnisvolle alte Frau, die die verwundete Flanke eines Pferdes mit Salbe bestreicht. Es ist die Mutter des getöteten Reiters, der ein „Sohn Amaleks“ ist. Joseph beginnt zu erkennen, dass der Reiter, den er als Aufseher der Knechte identifizierte, an Jesu Stelle zerrissen wurde; die Alte bedeutet ihm, dass sie ihren Sohn anstelle Jesu zum Opfer gab. Im Folgenden wird Joseph zum Zeugen eines Gesprächs zweier Händler einer Karawane. Sie sprechen über die Unmöglichkeit, erlöst zu werden. Begründet wird dieses Urteil anhand der Geschichte des Esau, Zwillingsbruder des Jakob und Stammvater der Amalekiter, dem Erzfeind Israels; Jakob stahl seinem Bruder Esau das Erstgeburtsrecht und den Segen. Joseph hört, dass niemand erlöst werde, solange Esaus Tränen nicht versiegt seien, doch derjenige, der wisse, woher die Tränen kommen und wohin sie kehren, könne Erlösung finden. Joseph, der sich in seinem Gram mit Esau identifiziert, wird zum Zeugen der Geschichte der „Tränen des Esau“, die zugleich die Geschichte von „Miriams Brunnen“ ist.
Joseph zieht weiter im Sturm, irrt wie ein Geist im Zwischenreich der Wirklichkeiten ziellos umher, bis er eines Tages vom Weg stürzt, einen Steilhang hinab. Eine Kuh, die unter einem Felsvorsprung lagert, ist seine erste Begegnung mit einem konkreten Wesen. In der Wandung des Felsens ans Tier gekauert, träumt ihm von einem „Blutbogen“, der aus dem Mund des gebundenen Jesus in Josephs Mund strömt, ihm neue Kraft gebend. Aus dem Traum erwacht, zieht Joseph sich innerlich gestärkt über den Rand des Grabens, steigt in der Mitte der Nacht aus der Grube.

### Fünftes Buch: „Die Räuber“ (Kap. 66–88)
Joseph findet sich mitten unter Schlafenden wieder – Männern jener Räuberbande, die ihm auf dem Weg zum Opferberg begegnete, Lamm und Eselin raubte. Der Anführer der Bande, Dymas, und sein Sohn Jesus befragen Joseph nach seiner Herkunft; da Joseph nicht sprechen kann, führt er pantomimisch vor, wie er unter sie gekommen ist. Dymas identifiziert ihn als den Besitzer der Eselin, doch Joseph leugnet standhaft. Gemas, Dymas‘ Sohn aus zweiter Ehe, teilt diesem mit, dass ein Trupp Reiter hinter ihnen her ist. Dymas‘ dritter Sohn, Jakobus, der wie Jesus aus der ersten Ehe stammt, soll unter ihnen sein. Dymas vermutet, von Jakobus verraten worden zu sein und befiehlt den Aufbruch. Auf dem Ritt durch die Nacht ist Joseph an Jesus, den eine Verwundung schwächt, gebunden. Rücken an Rücken mit ihm am Lagerfeuer erscheint Joseph im Traum das Bild einer faszinierenden Frau, zunächst in Gestalt der Maria, dann als „schwarze Frau“ und fremd-vertraute Begleiterin, die nun in Sicht kommt. Sie verkörpert die Seelenführerin, die Anima. Josephs Leben unter den Räubern ist das eines stummen Sklaven in schmutzigen Lumpen, der nachts in Fesseln gelegt wird. In Jesus, dem Sohn des Anführers, dessen Doppelspiel er von Beginn an durchschaut, hat er einen mächtigen Feind.
Auf ihrem Zug nach Süden überfällt die Räuberbande ein Bauerngehöft bei Bethlehem, nachdem in der Nacht ein Dämon umgegangen war, die Lippen der Männer mit Blut zu bestreichen. Auch Joseph wird vom Blutdurst erfasst. Um sich vor der aufkommenden Mordgier zu schützen, zerstört er die Nahrungsvorräte in der Absicht, sich in Fesseln legen zu lassen. Jesus wirft Joseph vor, sich bewusst entzogen und dadurch erst die Tat an Unschuldigen provoziert zu haben. Wie zur Illustrierung des Gemeinten erzählt er eine Geschichte aus seiner Kindheit: das Ritual vom Sündenbock, der erwählt, in die Wüste getrieben und einen Abhang hinabgestürzt wird. Das Fleisch jenes Bocks, der die Sünden aller Dorfbewohner trägt, sei besonders sättigend und stärkend-versöhnend. Nach der Brandschatzung des Gehöfts zieht die Bande weiter durch die Wüste Jeruel nach Osten. Am Salzmeer, dem „Toten Meer“, hat Joseph einen zukunftweisenden Traum. Darin sieht er das Tote Meer voller lebendiger Fische und Dymas prophezeit ihm ein freies, reiches und erfülltes Leben.
Auf der Flucht vor den Verfolgern zieht die Bande weiter nach Norden ins Jordantal, vorbei an Jericho. In der Nähe von Atarot richtet man sich das Lager in einer geräumigen Höhle, die zwei Eingänge besitzt. Dymas befiehlt, Wachposten zum Schutz aufzustellen, doch in der Nacht ereignet sich ein Massaker an einem Zug von Pessachpilgern, der von Jesus und seinen Hinterleuten in die Höhle gelockt wurde. Joseph wird zum Zeugen eines barbarischen Abschlachtens, das kaum ein Pilger überlebt. Dymas verdächtigt Jesus, seinen Sohn, das Massaker initiiert zu haben. Doch dieser lenkt die Aufmerksamkeit auf Joseph, der sich um einen Verwundeten kümmert. In der folgenden Auseinandersetzung will Jesus Joseph zwingen, den verwundeten Pilger zu erstechen, indem er ihm die Hand führt. Auf dem Höhepunkt der dramatischen Szene vor versammelter Mannschaft stößt Joseph im Affekt Jesus das Schwert in die Brust. Jesus sinkt tot in sich zusammen. Dymas, dem im Zuge des nächtlichen Massakers ein Ohr abgeschlagen wurde, berichtet den Männern von Jesu Komplizenschaft mit Jakobus. Joseph wird zum offiziellen Mitglied der Bande ernannt. Zum Zeichen seiner Zugehörigkeit tauscht er sein Lumpengewand gegen Kleider, Gürtel und Schwert Jesu.
Im Morgengrauen zieht die Bande an den Jordan weiter; bei der Mündung des Jabbok soll der tote Jesus bestattet werden. Als sie den Fluss durchqueren, werden sie von Jakobus’ Leuten angegriffen; Joseph taucht unter und verbirgt sich am anderen Ufer im Schilf. Von dort beobachtet er, wie die Angreifer die Leiche Jesu aus dem Wasser ziehen. Joseph wird festgenommen und vor Jakobus geführt, der glaubt, den Mörder seines Bruders vor sich zu haben. Ein Junge und ein Mädchen, Überlebende des Höhlen-Massakers, treten vor und sagen für Joseph aus: dieser sei ein Gefangener der Bande gewesen. Jakobus lässt Joseph am Leben, doch muss er das Holz für die Feuerbestattung zusammentragen und zum Scheiterhaufen aufrichten. Im brennenden Holzstoß auf den Toten zurückschauend, glaubt Joseph, den eigenen Sohn im Feuer zu erkennen. Im letzten Moment reißt er sich los, springt durch die Flammenwand und bleibt wie tot am Boden liegen.
Im Zustand der Bewusstlosigkeit sieht Joseph sich in einem Kahn auf dem Meer treiben. In der Vision löst er die Planken aus dem Boden und blickt in die Tiefe des Meeres. Es ist von Blutbahnen und Blutsträngen durchzogen, die nach unten in einen Kasten führen, der in einer Kammer steht. Darin sitzt einer, der eine Krone trägt. Dieser trinkt und saugt das Blut und vergießt es zugleich in Strömen. Als das „Ungeheuer“ aufblickt, erkennt Joseph: Es ist Gott – ein grausamer, blutdürstiger, gebundener, bis zum Äußersten gequälter Gott. Als Joseph erwacht, ist er blind. Gemas und Dymas, die sich am Ufer versteckt hielten, nehmen ihn zu sich. Zu dritt setzen sie über den Fluss.

### Sechstes Buch: „Das Grab“ (Kap. 89–112)
Sechzehn Jahre sind vergangen. Schauplatz des letzten Buchs ist Jerusalem im Jahr 30 n. Chr. Neith berichtet von ihrem Zusammentreffen mit Joseph, dem sie in den Markthallen der Stadt – auf der Suche nach Tagelöhnern für den Bau des Grabs ihres Herrn – zufällig begegnet. Die Ereignisse liegen vierzig Jahre zurück und umfassen Neiths Dienerschaft im Haus eines reichen jüdischen Ratsherrn. Dort ruft man sie nach ihrem Talent, Zerbrochenes zu einem Ganzen zu fügen, liebevoll „Scherbenmädchen“. Die Herrin des Hauses, Esther, ist zum Kummer ihres Mannes seit zwei Jahren spurlos verschwunden. Ein reisender Händler berichtet, Esther bei seinem letzten Besuch in Jericho im Gefolge eines Propheten gesehen zu haben.
Der Händler erzählt, wie er zum heimlichen Zeugen der Erweckung eines ertrunkenen Säuglings wurde. Neiths Herr erkennt, dass er seine Frau an den Propheten verloren hat und erkrankt an einem Fieber. Ein Traum zeigt ihm sein eigenes Begräbnis, das er als Hinweis auf seinen baldigen Tod deutet. Neith wird mit den Vorbereitungen der Bestattung betraut und erhält den Auftrag, die Errichtung des Felsengrabs in die Wege zu leiten und zu beaufsichtigen – bis alles fertig ist, soll sie nicht mehr ins Haus zurückkehren und niemandem, außer dem Diener Phylakos, davon sprechen.
Neith fürchtet, dass der Herr ihre beginnende Schwangerschaft entdeckt hat und sie aus dem Haus schicken will. Auf der Agora in Jerusalem wirbt sie vier Tagelöhner an – Joseph, Dymas, Gemas und einen „Vierten“ – und führt sie an den für das Grab vorgesehenen Ort, einem alten Steinbruch in der Nähe der Richtstätte Golgota, gegenüber der westlichen Stadtmauer. Beim Passieren der Rückseite des Golgota entdeckt der „Vierte“ einen Totenkopf am Fuß des Hügels; in der folgenden Nacht träumt er, dass sich an jener Stelle ein Ur-Mensch erhebt, zu den Gräbern hinaufsteigt und an jener Stelle des Felsens Einlass begehrt, aus dem das Grab herausgeschlagen werden soll.
Als die Männer mit den Ausschachtungsarbeiten beginnen und eine Schlange erscheint, sucht der „Vierte“ das Weite; auch die übrigen hat die Furcht befallen. Beruhigung kehrt erst ein, als Gemas in Erfahrung bringt, dass der angesehene jüdische Ratsherr Joseph von Arimathäa Auftraggeber des Grabes ist. Neith, die ihren Herrn liebt und um seinen Tod fürchtet, will die Arbeiten, die Joseph auf drei bis vier Monate schätzt, in die Länge ziehen. Das Grabtuch, das sie kaufen soll, beschließt sie darum selbst zu weben. Gemas erhält Auftrag, den Webstuhl neben einem Baum unterhalb des Grabes aufzubauen: die Arbeiten am Grab und die Arbeiten am Grabtuch laufen parallel.
Eines Tages, ein Gewitter ist aufgezogen, werden Neith und ihre Arbeiter zu Zeugen der Kreuzigung eines Mannes. Gemas berichtet in der Art der Teichoskopie, was sich bei strömendem Regen auf der Richtstätte gegenüber zuträgt. Als er mit seinem ausführlichen Bericht zu Ende und der junge Mann gekreuzigt ist, liegt Joseph wie tot am Boden der Grabkammer. Am dritten Tag seiner Agonie hat Neith einen Traum, der sie am Webstuhl sitzend zeigt, ein Muster nach dem Verhältnis von drei zu vier webend, wobei ihr der vierte Faden von Josephs Finger zugereicht wird.
Am nächsten Morgen beginnt sie, im Schatten des Baums das Grabtuch in jenem Traum-Muster, dem Fischgrätmuster, zu weben; Joseph lässt sie neben sich zu ihrer Linken legen. Während sie die Fäden hebt und senkt und dabei das im Traum Gesehene vor sich hinspricht, erwacht Joseph. Sehend und sprechend geworden erzählt er Neith den Traum, der ihm träumte. Darin sah er sich aus dem Felsengrab hervortreten, während eine Stimme das Grab als den „Berg“ bezeichnete, der ihr durch Josephs „Opfer“ gewiesen worden sei. Joseph, so die Stimme, sei nun am Ziel angekommen.
Der Moment unter dem Webbaum ist der Moment, in dem Joseph Neith seine Geschichte zu erzählen beginnt: wie alles auf dem Heimweg von Sepphoris nach Nazareth seinen Anfang nahm und ihn an den Jordan führte, wo er Jakobus gegenüberstand. Neith webt Josephs Worte zuhörend ins Tuch ein und macht dabei eine wundersame Entdeckung. Sie erkennt sich in seinem Bericht als das Mädchen wieder, welches das Massaker in der Höhle überlebte und wenig später für Joseph aussagte. Sie realisiert, dass sie es war, die Josephs brennende Haare löschte, als er vom Scheiterhaufen fiel. Ihr wird bewusst, dass sie in Josephs Geschichte von Anfang an enthalten und ihr Leben mit seinem verwoben ist.
Als das Grabtuch fertig ist, ist auch das Grab fast vollendet. Im Traum sieht Joseph den letzten noch unbehauenen Felsbrocken von der Decke der Kammer brechen, sieht sich den massiven Quader aus dem Grab tragen.
Am folgenden Tag erscheint der Diener Phylakos und berichtet von der Rückkehr Esthers. Sie sei dem Propheten vorausgeeilt, Vorkehrungen für das Pessach-Fest zu treffen. Der Herr sei mit ihrer Ankunft gesundet, Neith solle die Arbeiten am Grab beenden lassen und wieder ins Haus zurückkehren. Zuletzt erkennt Phylakos Gemas und Dymas als Mitglieder der Räuberbande des Höhlen-Massakers wieder und flieht entsetzt vom Schauplatz. Neith fürchtet Phylakos‘ Anzeige und drängt Gemas und Dymas, sich auszahlen zu lassen und weiterzuziehen. Die letzten Arbeiten gelten dem Rollstein, der das Grab verschließen soll; Neiths Wehen setzen ein. Am sechsten Tag vor Pessach im Jahr 30 n. Chr. kommt sie mit Zwillingen nieder. Joseph steht ihr bei, lindert ihre Schmerzen im Singen des Psalms der Geburt.
Die Geburtsszene im Grab geht über in die Vision eines Abendmahls, das zugleich eine Hochzeit ist. Joseph sieht einen riesigen, festlich geschmückten Tisch, der sich weit über das Grab hinaus erstreckt. An ihm sitzen die Vorväter, an denen Joseph einst – im Traum auf der Flucht aus Nazareth – hinabstieg, um am Grund des Tempels den Tiegel zu zerschlagen. Joseph umschreitet den „Tisch der Generationen“ und lässt sich neben Maria nieder; auch Neith sitzt am Tisch, als der „Bräutigam“ als letzter der Gäste hinzutritt. Neith schließt ihre Erzählung mit dem Wort „Angekommen“.

## Erzählform
Der Roman ist nach dem Prinzip der Rahmenerzählung gebaut: Ein Erzähler adressiert eine Gruppe von Zuhörern. Eine mündliche Erzählsituation herrscht vor, und das Geschehen entfaltet sich auf mehreren Erzählebenen.
„SUNRISE. Das Buch Joseph“ weist einen doppelten Rahmen auf. Der erste Erzählort ist im Prolog gegeben, der im Jahr 70 n. Chr. spielt; Erzähler ist Monoimos, der berichtet, eine Schrift verfasst zu haben, die er am Morgen nach ihrer Verfertigung einem „Versteck“ übergibt. Dies geschieht parallel zur Zerstörung Jerusalems – die Römer haben die Mauern überwunden. Der Prolog etabliert in wenigen Zeilen eine Herausgeberfiktion, ein Kunstgriff, der es dem Autor erlaubt, hinter seine Figuren zurückzutreten und dem Roman den Anschein eines authentischen historischen Dokuments zu verleihen, das den Untergang Jerusalems überdauerte, um zweitausend Jahre später als antikes Schriftstück zu uns zu kommen – ähnlich den Schriftrollen vom Toten Meer. Der Untertitel „Das Buch Joseph“ verstärkt die Anmutung einer apokryphen Schrift.
Den zweiten Rahmen bildet die Szenerie im Haus der Neith zu Beginn der Handlung; sie spielt wenige Tage vor der Abfassung der Schrift, die Römer sind noch vor den Mauern. Das Haus der Neith ist der eigentliche Ort des Erzählens, an dem Monoimos und Balthazar hören, was diese von Joseph erfuhr. Von der „Nachthütte“ aus eröffnet sich die dritte Erzählebene, die die eigentliche Geschichte des Joseph von Nazareth umfasst. Sie setzt im fünften Kapitel des Ersten Buchs ein, um – von wenigen kurzen Einschaltungen der Erzählerin abgesehen – bis zum Ende des Fünften Buchs durchgehalten zu werden.
Im sechsten Buch verschränken sich Rahmen- und Binnengeschichte, insofern die Erzählerin zu einer Figur der Geschichte wird, die sie erzählt. Mit Neiths Eintritt in die Handlung gewinnt der Roman selbstreferentielle Züge. Die Authentizität des Berichteten wird wiederholt in Frage gestellt und geprüft. Die Gleichsetzung von Weben und Erzählen in der Person der Neith erhellt, in welchem Maß das Erzählen zum Gegenstand des Erzählens wird: Die ägyptische Magd ist zugleich die Weberin, die die unverbundenen Lebensfäden Josephs zu einem Text zusammenführt und diesen schließlich, unmittelbar vor dem Untergang, der Nachwelt tradiert.
Die in den Rahmen eingelassene Binnenerzählung – die eigentliche Geschichte des Joseph von Nazareth – weist eine lineare Entwicklung auf, die nach dem Modell der Unterweltsfahrt arrangiert ist: dem Abstieg ins ‚Tal der Schatten‘ (Buch eins bis drei) folgt auf dem tiefsten Punkt, Moment des symbolischen Todes, der „Aufstieg“ (Buch vier bis sechs) zurück an den Tag. Die Reise selbst vollzieht sich in einer Abfolge von Stationen mit der Topographie Palästinas als zugrunde liegendem Plan.
Die auf Josephs Weg passierten Städte, Dörfer und Landschaften sind heilige Orte, die eng mit dem biblischen Mythos verknüpft sind. Sie lösen Erzählungen aus, die in die Tiefe der Geschichte und des Mythos reichen: biblische Geschichten, Legenden, Träume und Visionen. Ihre Einflechtung in die Handlung schafft eine zweite, archetypische Schicht, die hinter den äußeren Ereignissen der Handlung liegt. Die Anreicherung und Vertiefung des Plots mit Parallelerzählungen macht aus dem Roman ein komplexes Gewebe der Korrespondenzen und Verweisungen. Es entsteht ein dichtgefügtes Bedeutungsnetz, in dem sich das Zentrum des Romans – die Auseinandersetzung Josephs mit Gott – in einer Vielzahl von Facetten bricht.

## Rezeption

### Feuilletonkritik
Der Roman erfuhr in den großen Zeitungs- und Radiofeuilletons eine positive Aufnahme. Besondere Beachtung fand u. a. die nicht-alltägliche, am Duktus der Bibel wie an der altgriechischen Syntax gebildete Sprache. „Musik und Rhythmus des Textes sind prachtvoll, eine antiquarische Verfremdung. Sie passt zu dem, wovon er erzählt, dem Grausamen, Erhabenen, Göttlichen.“
An die besondere Sprache und den „radikalen Ernst“ der Darstellung knüpft sich die Einschätzung von Patrick Roth als „dem Solitär der deutschsprachigen Literaturlandschaft“.
Die Ausnahmestellung des Romans sieht man neben der unzeitgemäßen Sprache in seiner filmhaften Bildmächtigkeit begründet. „Wie ist es möglich, so einen Text zu verfassen, im durchdigitalisierten, durchkommerzialisierten, zynisch auf- und abgeklärten 21. Jahrhundert? Einen Text, durchglüht von heiligem Ernst, archaischer Gewalt und Schönheit.“ Im fremd-archaischen Duktus der Rede werden existentielle Fragen aufgeworfen: „Fragen nach Schuld und Erlösung, Tod und Auferstehung, nach Transzendenz“.
Neben der Sprache fällt die Art der Dramatisierung des Stoffs ins Auge: „Die Handwerkskunst des formbewussten Traumschreibers besteht aber auch darin, dass er seinem spannenden Plot nach allen Regeln orientalischer Meistererzähler konstruiert. Das zieht dann durch wie in einem Krimi.“ Die Kunst der Verknüpfung und die durchgängige symbolische Struktur verleiht dem Roman bereits auf der formalen Ebene eine philosophische Tiefe: „Am eindrücklichsten aber ist das erzählerische Gewebe, die Textur, zu der die Konsequenz in der Durchführung der Motive und die Verwendung der Symbole gehören: die Hand, das Auge, das Messer, das Seil, der Stein, das Tuch, das Kleid, der Brunnen, der Berg. Da sind Ding und Bild, Physik und Metaphysik noch eins.“
Die Frage, worin der Roman sich von den Trends der gegenwärtigen Literatur am deutlichsten abhebt, wird mit dem „Zulassen des Transzendenten“ beantwortet. Dem Roman gelingt die schwierige Kunst, das Numinose, die „singuläre Wirklichkeit des ‚ganz Anderen‘“ sichtbar werden zu lassen, die hinter der Welt des Alltags liegt.
Die theologisch geprägte Literaturkritik legt den Akzent auf die Neugestaltung des biblischen Mythos, die neue Zugangswege zu den Bildwelten der Bibel eröffnen könne: „Die Roth’schen Texte besitzen das Potential, das Interesse des Lesers an der Bibel wieder und neu zu erwecken und ihn für die eigentümliche Sprache von Tora und Evangelien zu sensibilisieren. Vielleicht können Bücher wie ‚Sunrise‘ eine Brückenfunktion einnehmen und Neugier wecken, die Chiffren, Metaphern und Symbole der uralten biblischen Schriften zu entschlüsseln.“
In seinen Bildern und Szenen blutiger Gewalt, Mord, Opferung und physischer Zerreißung wird eine dunkel-rohe Seite der Religion sichtbar: „Roths Buch […] zeigt die Kehrseite. […] Vielleicht ist Religion eben nicht nur Glauben und Vertrauen, sondern auch Grauen – und vielleicht ist dieses Grauen uns sogar oft viel näher als wir denken, näher als jenes Vertrauen sogar.“

### Wissenschaftliche Kritik
Der Band zur Tagung im Literaturarchiv Marbach Die Wiederentdeckung der Bibel bei Patrick Roth (2014) bestimmt Roths Umgang mit der Bibel im Allgemeinen als „Fort- und Neuschreibung“ tradierter Bilder und Konstellationen mit dem Ziel, „das Fremd-Numinose ebenso wie das Altvertraute des jüdisch-christlichen Mythos neu erfahrbar zu machen“. Besonders deutlich wird dieses grundsätzliche Anliegen im Sunrise-Roman, der das christliche Narrativ aus seinen dogmatisch erstarrten Kontexten herauslöst: „Sunrise gibt wichtige Anstöße, sich mit allzu bequemen Lektüren des Neuen Testaments nicht abzufinden. […] Wir werden in den Prozess einer Verunsicherung geführt, bei dem die Sedimente altgedienter Gewissheiten, polierter Interpretationsroutinen und steinhart gewordener Interpretamente aufgelöst werden – bis hin zur Frage eines Umsonst des Todes Jesu. Wir werden bis an den Grund der offenen Frage nach uns selbst geführt.“
Im Zentrum des Sunrise-Romans, so eine andere wichtige Erkenntnis, steht die Beziehung des einzelnen Menschen zum Göttlichen, die eine wechselseitige ist. Zur Darstellung kommt die „überwältigende Realität“ des Mensch-Gott-Verhältnisses mit allen Konsequenzen für das Individuum und für das Göttliche. Joseph, der mit einem hochdifferenzierten Bewusstsein ausgestattet ist, repräsentiert in dieser Konstellation das moderne Subjekt, das aus allen Ordnungen fällt und gezwungen ist, sich neu auf die Mitte zu beziehen. „Wie durch einen dunklen Spiegel verhandelt Sunrise das religiöse Problem der Gegenwart, das Joseph gleichsam stellvertretend für den heutigen Menschen austrägt.“
Dass der Sunrise-Roman im Kern als Antwort auf die Transzendenzferne und Mythenlosigkeit der Moderne gelesen werden kann, ist auch die Ansicht des Autors: „Mein Joseph erlebt, ähnlich wie wir heute, in religiöser Hinsicht einen Umbruch. […] Wir leben, wie T.S. Eliot das schon 1922 in seinem großen Poem formulierte, im Waste Land, Bild für eine Landschaft der ‚broken images‘. Vor diesem Hintergrund der zerschlagenen Bilder sehe ich Sunrise und seinen Protagonisten. […] So gesehen ist Joseph eine ganz gegenwärtige Figur. Sie ist historisch in ihrem Kleid, eigentlich aber ist sie reich an universell gültigen Erfahrungen – wie es auch die Evangelien, die Apokryphen, oder die heiligen Schriften anderer Völker und Zeiten sind.“

## Ausgabe
- Patrick Roth, SUNRISE. Das Buch Joseph, Göttingen: Wallstein, 2012.